# Kristinehamn (stad)
Kristinehamn is de hoofdstad van de gemeente Kristinehamn in het landschap Värmland en de provincie Värmlands län in Zweden. De plaats heeft 17.836 inwoners (2005) en een oppervlakte van 1342 hectare. De plaats ligt aan het Vänermeer.

## Geografie
Kristinehamn is de op een na grootste stad van Värmland.
De stad is gelegen op de plaats waar de kleine rivieren Varnan en Lötälven samenkomen en uitmonden in de baai Varnumsviken een deel van het Vänermeer. De stad ligt ongeveer tussen de steden Oslo, Stockholm en Göteborg in. De afstand naar elk van deze steden is ongeveer 250 kilometer.

## Verkeer en vervoer
De plaats ligt aan de E18 (Stockholm - Oslo) en de Riksväg 26. Het is de noordoostelijkste havenplaats aan het Vänermeer. De spoorlijn Inlandsbanan, die loopt door het binnenland van Noord-Zweden, heeft het zuidelijke beginpunt in Kristinehamn. Ook de spoorlijnen Charlottenberg - Laxå en Karlskoga - Ervalla komen door de stad. Station Kristinehamn geniet verschillende verbindingen.

## Geboren
- Thora Larsson (1891-1919), schoonspringster
- John Mikaelsson (1913-1987), snelwandelaar
- Rolf Ekéus (1935), diplomaat
- Torsten Palm (1947), autocoureur
- Ann-Sofie Järnström (1949), schaatsster